# Кабанчук Вадим Михайлович
Вадим Михайлович Кабанчук (біл. Вадзім Міхайлавіч Кабанчук; 29 листопада 1974, Бобруйськ) — білоруський політик.

## Біографія
Закінчив Білоруську державну політехнічну академію в Мінську.
У 1990-х роках був активістом «Молодого фронту», брав активну участь в акціях білоруської демократичної опозиції. Активіст оргкомітету зі створення партії «Білоруська християнська демократія».
12 жовтня 1997 року, незабаром після «Маршу порожніх каструль», Кабанчук був заарештований за участь у мітингах опозиції 10 і 23 березня 1997 року з нагоди Дня Волі. Активіста ув'язнили в СІЗО-1 у Мінську, де його намагались схилити до співпраці з КДБ.
Кабанчука звинуватили за статтею 186.3 Кримінального кодексу Республіки Білорусь («організація або активна участь у групових діях, що грубо порушують громадський порядок») і частини 2 статті 187 КК РБ («опір працівникові міліції при виконанні ним службових обов'язків, пов'язане з насильством або погрозою застосування насильства»). Його звинуватили в нападі на капітана поліції в цивільному, який вів відеозйомку під час демонстрації 23 березня 1997 року.
14 грудня 1997 року народний поет Білорусі Ригор Барадулін написав вірш «Люблю Білорусь!», присвячений ув'язненим членам «Молодого фронту» Олексію Шидловському, Вадиму Лабковичу та Вадиму Кабанчуку.
23 грудня 1997 року Виконавчий директор Human Rights Watch звернувся до Олександра Лукашенка з проханням припинити переслідування та незаконні арешти Шидловського, Лабковича і Кабанчука.
27 березня 1998 року суд визнав його винним у порушенні громадського порядку та опорі міліції і засудив до трьох років позбавлення волі умовно на два роки. Звільнений у залі суду.
Очолював засновану в жовтні 1998 році радикальну спортивно-патріотичну організацію «Край», яка утворилася зі спортивного відділу «Молодого Фронту» — ГО «Край».
Протягом 2001 року Кабанчук брав участь у роботі громадської комісії з розслідування викрадень відомих білоруських опозиціонерів Юрія Захаренка та Віктора Гончара, бізнесмена Анатолія Красовського та журналіста Дмитра Завадського.
У 2002 році Кабанчук попросив політичного притулку в Бельгії. Брав активну участь у житті білоруської діаспори. Був одним із організаторів «Білорусько-Європейського об’єднання» в Бельгії.
Через кілька років повернувся в Білорусь. Під час президентських виборів 2006 року підтримував кандидата Олександра Мілінкевича.
На президентських виборах 2010 року був активістом штабу кандидата в президенти Білорусі від Білоруської християнської демократії Віталя Римашевського. Учасник Майдану-2010. 13 лютого 2011 року Кабанчук був затриманий на білорусько-литовському кордоні ввечері 13 лютого за брошури про події в країні після виборів президента. Його добу протримали в Ошмянському райвідділі міліції, намагаючись звинуватити у опорі митникам. Пізніше їх доправили до Мінська в Центр ізоляції правопорушників на вул. Окрестіна. Московський районний суд Мінська засудив Кабанчука до 10 діб адміністративного арешту за участь у подіях 19 грудня 2010 року в Мінську. Під час арешту його кілька разів доставляли на допити в КДБ як свідка у справі про «масові заворушення» з підпискою про нерозголошення.
Член оргкомітету громадської кампанії «Народне віче», яка була започаткована у 2011 році. 7 жовтня 2011 року був затриманий у Мінську в автомобілі з листівками з проектом постанови Народного віча, яке мало відбутися 8 жовтня 2011 року. Було вилучено 40 000 листівок
25 березня 2012 року Кабанчук був затриманий перед початком мітингу до Дня Волі біля Оперного театру в Мінську. У його машині були візуальні матеріали та банери, які планувалося використовувати під час маршу. Кабанчука зтримали в Центральному райвідділі міліції близько шести годин, після чого він був відпущений без пояснення причин затримання. Автомобіль, яким він керував під час затримання, залишився у поліції, його перевірили на можливість викрадення.
Кабанчук переїхав в Україну і взяв участь в Російсько-українській війні. З березня 2022 року — заступник командира батальйону (згодом — полку) імені Кастуся Калиновського. Згодом залишив полк. У серпні 2024 року зайняв посаду представника з питань оборони та національної безпеки в Об’єднаному перехідному кабінеті Білорусі.

## Нагороди
- Національна премія в галузі прав людини імені Віктора Івашкевича (2016)[7]
- Медаль ордена Погоні (2024)[8]